# Тімон Генріх Фоккер
Тімон Генріх Фоккер (нід. Timon Henricus Fokker; нар. 8 березня 1880 — 6 січня 1956) — нідерландський дипломат і мистецтвознавець.

## Біографія
Народився 8 березня 1880 року в Батавії, Нідерландська Ост-Індія.
Фоккер вивчав право в Лейденському університеті і здобув докторський ступінь в 1907 році. Після цього він зарекомендував себе як юрист в Амстердамі. У 1917 році почав працювати в Міністерстві закордонних справ Нідерландів, спочатку працював консулом в Софії, Болгарія. У 1918 році його призначили Генеральним консулом Нідерландів в Києві. Після Жовтневого перевороту, в Україні відбулася велика політична та військова плутанина, і, як описав сам Фоккер, Київ став «найважливішим центром Східної Європи». У 1921 році закінчив кар'єру дипломата і оселився у Римі, присвятивши себе історії мистецтва.
З 1932 року працював у Галереї Доріа-Памфілі.
З 1947 по 1952 року — викладач в Римському університеті ла Сап'єнца.
Помер 6 січня 1956 року в Римі.

## Особисте життя
У 1933 році він одружився з Гертудою Рейнекер. Був двоюрідним братом голландського авіаконструктора Антона Фоккера.